# Limba mari
Limba mari (марий йылме, mariy yylme, în rusă марийский язык, mariyskiy yazyk), numită în trecut și ceremisă, aparține familiei de limbi uralice, fiind vorbită în prezent de aproximativ 400.000 de persoane. Este folosită în Republica Mari El (Марий Эл) a Federației Ruse, precum și în zona situată de-a lungul bazinului râului Veatka⁠(d) și spre est până la Munții Ural. Vorbitori ai limbii mari se mai găsesc și în regiunile Tatarstan, Bașchiria, Udmurtia și Perm.
Mari este limba oficială a Republicii Mari El, alături de limba rusă.